# .cy
.cy (Inglês: Cyprus) é o código TLD (ccTLD) na Internet para o Chipre.